# 梅方
梅方（1989年11月14日—），已退役的中國足球运动員，场上位置是後衛。

## 俱乐部生涯
梅方出自武汉光谷青训体系，2008年进入武汉光谷一线队。当年8月，他和队友汪洋一起前往法乙球队斯特拉斯堡试训。 10月初，武汉光谷因不满中国足协的判罚而宣布退出中超联赛。梅方和汪洋再次到欧洲接受试训，11月前往德甲球队沃尔夫斯堡， 12月初又一起在比利时球队色格拉布魯日试训。 梅方和汪洋都同时得到色格拉布魯日的肯定并被邀请签约，但是两人回国后因为湖北队将参加2009年全运会而被湖北省足协大力挽留。最终梅方放弃留洋，留在武汉加盟了刚刚成立的湖北绿茵。
梅方在2009赛季是湖北绿茵的主力球员，帮助球队杀入该赛季中乙联赛决赛，升级到中甲联赛。在决赛中，他射进球员生涯的首个联赛进球，但在点球决战中第一个出场并罚失，最终湖北绿茵不敌湖南湘涛屈居亚军。 2010年1月，他再次拒绝色格拉布魯日的邀请，留队征战中甲。 他在中甲联赛中继续作为球队的主力出战，并在2012年初和球队续约两年。 2012年3月，他被任命为球队的新任队长， 并在2012赛季率领武汉卓尔以联赛亚军的成绩升级到中超联赛。2013赛季，武汉卓尔在中超的成绩不佳，一直位于降级区。2013年8月18日，在联赛第21轮客场1比5惨败给广州富力后，武汉隊宣布剥夺梅方队长的职务。
武汉卓尔以联赛倒数第一名的成绩降回中甲联赛后，合同即将到期的梅方一度传出有可能会转会到北京国安。 不过在2014年1月1日，他选择自由转会加盟中超卫冕冠军广州恒大。 2014年2月26日，梅方在2014年亚足联冠军联赛小组赛首轮广州恒大主场4比2逆转墨尔本胜利最后时刻替补亚历山德罗·迪亚曼蒂出场，首次代表广州恒大参加正式比赛。此後他一度成為球隊主力，但後期受傷病困擾出場減少。
2022年1月，32歲的梅方宣佈與廣州隊結束合同離隊，然後在三月份宣佈退役。

## 教练生涯
2022年8月，梅方跟随郑智执教广州队，担任助理教练，并在赛季结束后随郑智离队。2023年5月，中冠球队广西恒宸宣布梅方加盟，担任助理教练。

## 国家队生涯
2014年6月18日，梅方在中国2比0击败马其顿的友谊赛首发出场，上演成年国家队首秀。2015年1月，梅方入选中国国家男子足球队2015年亚洲杯23人大名单，并成为球队主力后卫之一，可担任中后卫以及边后卫。
受傷病困擾，梅方之後幾年只能斷斷續續參加國際賽。2019年東亞足球錦標賽，他時隔兩年半重返國家隊。2021年，为备战3月开踢的卡塔尔世预赛亚洲区40强赛下半程比赛，中国男足将于1月22日至2月10日在海口展开2021年首期集训，他入选27人名单，但最終落選。